# Merxhausen (gemeindefreies Gebiet)
Das gemeindefreie Gebiet Merxhausen ist eines von sieben gemeindefreien Gebieten im Landkreis Holzminden, Niedersachsen. Der Name des Gebietes leitet sich vom angrenzenden Ortsteil Merxhausen der Gemeinde Heinade ab. Das Gebiet liegt vollständig im Mittelgebirge Solling.
Es hat eine Fläche von 22,50 km² und grenzt im Uhrzeigersinn im Norden an die Gemeinden Arholzen und Deensen, im Norden und Osten an die Gemeinde Heinade, im Süden an die Stadt Holzminden und im Westen an das gemeindefreie Gebiet Holzminden des gleichen Landkreises.
Das gemeindefreie Gebiet ist unbewohnt. Aus statistischen Gründen führt es jedoch den Amtlichen Gemeindeschlüssel 03 2 55 506.